# Colostethus
Colostethus is een geslacht van kikkers uit de familie pijlgifkikkers (Dendrobatidae). De groep werd voor het eerst wetenschappelijk beschreven door Edward Drinker Cope in 1866. Oorspronkelijk werd de wetenschappelijke naam Prostherapis gebruikt.
Er zijn 20 soorten inclusief de in 2007 ontdekte soort Colostethus ucumari. Alle soorten komen voor in delen van Zuid-Amerika; in Panama tot Colombia en Ecuador.

## Taxonomie
Geslacht Colostethus
- Soort Colostethus agilis
- Soort Colostethus alacris
- Soort Colostethus argyrogaster
- Soort Colostethus brachistriatus
- Soort Colostethus dysprosium
- Soort Colostethus fraterdanieli
- Soort Colostethus fugax
- Soort Colostethus furviventris
- Soort Colostethus imbricolus
- Soort Colostethus inguinalis – Panamese dwerggifkikker
- Soort Colostethus jacobuspetersi
- Soort Colostethus latinasus
- Soort Colostethus lynchi
- Soort Colostethus mertensi
- Soort Colostethus panamensis
- Soort Colostethus pratti
- Soort Colostethus ruthveni
- Soort Colostethus thorntoni
- Soort Colostethus ucumari
- Soort Colostethus yaguara

Ameerega · 
Colostethus · 
Epipedobates · 
Leucostethus · 
Silverstoneia